# Římskokatolická farnost Slatina u Bílovce
Římskokatolická farnost Slatina u Bílovce je farnost římskokatolické církve v děkanátu Bílovec ostravsko-opavské diecéze.
Farním kostelem je kostel Nanebevzetí Panny Marie ve Slatině, jenž pravděpodobně existoval už ve 14. století, první zmínka pak pochází z roku 1461. Současná podoba je však výsledkem barokních přestaveb po požárech roku 1700 a 1811. Vedle toho je v obci barokní kaple svatého Jana Nepomuckého. V Tísku byla v letech 1864–1865 vystavěna kaple, která byla v roce 1928 nahrazena novostavbou filiálního kostela svatého Cyrila a Metoděje. Ve Výškovicích je veřejná mariánská kaple z počátku 18. století.

## Historie
Farnost ve Slatině je poprvé zmiňována roku 1510; tehdejší farář se jmenoval Jakub a podával biskupské konzistoři stížnost na nejmenovaného fulneckého augustiniána. Patronátní právo k faře měla podle zprávy z roku 1548 slatinská vrchnost, tj. majitelé panství Slatina, již kolem roku 1570 však si nárokoval dosazování faráře fulnecký klášter augustiniánů kanovníků. V poslední čtvrtině 16. století a první čtvrtině 17. století zde působila řada duchovních luteránské víry, z nichž nejznámější byl pastor Albrecht Taraska z Levic v letech 1589–1595. Od roku 1631 obstarávali duchovní správu především kněží z fulneckého kláštera, kteří se nazývali faráři či administrátory, patronem však zůstával majitel slatinského panství.
Farní obvod tehdy zahrnoval řadu vsí okolo Bílovce: Bílov s filiálním kostelem, Bravinné, Lukavec s filiálním kostelem, Starou Ves s filiálním kostelem, Tísek a Výškovice. Roku 1687 byly od slatinské duchovní správy přímo k Fulneku odloučeny Bílov a Stará Ves (s Bravinným) a roku 1690 byla samotná slatinská správa přidělena k farnosti Bílovec. Protože však se brzy ukázalo, že Bílovec k této správě nedisponuje dostatkem duchovních, smluvil se roku 1692 slatinský pán Karel Halama z Jičína s fulneckým proboštem a slatinská fara byla nadále administrována z fulneckého kláštera; současně byl od ní odloučen Lukavec. 1. srpna 1780 byla v dorozumění fulneckého probošta a náboženské matice slatinská duchovní správa oficiálně označena za lokální kuracii, v níž se klášter zavázal udržovat stálého duchovního. Roku 1784 byl však fulnecký augustiniánský klášter zrušen; slatinská lokální kuracie byla pak již roku 1793 povýšena na faru. Prvním farářem se stal bývalý fulnecký augustinián Aurelius Žídek, který ve Slatině působil v od roku 1779 do své smrti roku 1803. Při těchto změnách zůstal patronát slatinské vrchnosti, i když ta se jej pokoušela zbavit ve prospěch náboženské matice.
Farní obvod Slatiny v 19. století již nezahrnoval Lukavec, který zůstal přifařen k Fulneku, ani Bílov, kde byla zřízena vlastní duchovní správa. Nadále však k němu náležely Bravinné, Stará Ves, Tísek a Výškovice a vedle toho nově vzniklé osady Nový Svět a Ohrada u Slatiny, Karlovice u Tísku a Dolní a Horní Nový Dvůr u Bravinného, což správu značně ztěžovalo. Teprve počátkem 20. století byly Stará Ves a Bravinné s osadami přefařeny do Bílovce.
V tomto rozsahu slatinská farnost existuje dosud, v současnosti je z ní však excurrendo administrována rovněž římskokatolická farnost Těškovice; stávajícím farářem (2019) je P. PaedDr. Mgr. Piotr Marek Kowalski, Ph.D.
Farnost je součástí bíloveckého děkanátu od jeho založení roku 1670 a spolu s ním náležela do roku 1996 k (arci)diecézi olomoucké, od uvedeného roku pak k nově vytvořené diecézi ostravsko-opavské.
V roce 1836 žilo ve farnosti 2671 římských katolíků a 11 židů. V roce 1859 žilo ve farnosti 3489 římských katolíků a 16 židů. V roce 1930 žilo ve farnosti 1928 obyvatel, z čehož 1753 (91 %) se přihlásilo k římskokatolickému vyznání.